# Dinâmica da digitação
Dinâmica da digitação, é uma informação que descreve o tempo exato que ocorre entre o momento em que o operador de um computador pressiona uma tecla e a "despressiona". É o tempo de latência de cada teclada. 